# Peter O'Connor
Peter O'Connor (Millom, 24 ottobre 1872 – Waterford, 9 novembre 1957) è stato un triplista e lunghista britannico, di nazionalità irlandese.

## Biografia
Crebbe a Wicklow, contea di Wicklow, Irlanda. Ai Giochi olimpici intermedi vinse l'oro nel salto triplo ottenendo un risultato migliore del britannico Con Leahy (medaglia d'argento) e dello statunitense Thomas Cronan.
Nelle stesse olimpiadi ottenne una medaglia d'argento per il salto in lungo.

## Palmarès
| Anno | Manifestazione            | Sede  | Evento         | Risultato | Misura   | Note |
| ---- | ------------------------- | ----- | -------------- | --------- | -------- | ---- |
| 1906 | Giochi olimpici intermedi | Atene | Salto triplo   | Oro       | 14,075 m |      |
| 1906 | Giochi olimpici intermedi | Atene | Salto in lungo | Argento   | 7,02 m   |      |